# Cuzdrioara
Cuzdrioara (ungarisch Kozárvár, deutsch früher Kutzerwaar) ist eine Gemeinde im Kreis Cluj in der Region Siebenbürgen in Rumänien.